# Atyopsis moluccensis
Atyopsis moluccensis, conosciuto comunemente come gambero radar, gambero del ventaglio e gambero delle Molucche è un gambero d'acqua dolce.

## Caratteristiche
Il carapace è allungato, bruno striato di rosso. Sul dorso una fascia più chiara. Gli occhi neri, la testa è munita di sei paia di antenne, un paio delle quali molto lunghe (quasi 2/3 della lunghezza totale). Le prime quattro zampe (chelipedi) presentano una terminazione a pinza con estremità fornite di numerose setole, formanti un ventaglio. Questi ventagli vengono allargati in prossimità di una turbolenza nell'acqua e usati come raccoglitori per le particelle di cibo (infusori, naupli e altro). Quando l'animale sente la presenza di una preda sul ventaglio, lo chiude e lo porta alla bocca. Il maschio presenta la prima coppia di chelipedi più sviluppati, nonché alcuni piccoli uncini, per ancorarsi alla femmina durante l'accoppiamento.
Le dimensioni si attestano sui 6 cm per la femmina e 10 cm per il maschio.

## Acquariofilia
Da qualche anno questo gambero è oggetto di allevamento e riproduzione negli acquari occidentali, forti dell'esperienza acquisita con il gambero Caridina japonica, appartenente alla stessa famiglia. L'allevamento avviene in condizioni d'acqua ideali (24-26 °C) e con pesci pacifici. Si è notato che l'A. moluccensis ricerca autonomamente il cibo, senza bisogno di essere nutrito come i pesci, piazzandosi vicino all'acqua di uscita del filtro oppure setacciando la sabbia con il suo apparato di ricerca del cibo, riesce comunque anche ad afferrare il mangime secco che affonda lentamente in acqua. Trascorre buona parte del suo tempo sotto il getto di rientro dell'acqua del filtro. Bisogna ospitarlo in vasche da minimo 25 litri in un gruppo di una decina di esemplari, l'acquario può essere di qualsiasi tipologia purché provvisto di un buon filtraggio e con acqua sufficientemente mossa e ossigenata. Non gradisce la presenza di pesci aggressivi o turbolenti come Barbi e grossi Ciclidi che possono disturbarlo o ferirlo soprattutto durante il delicato periodo della muta. Richiede un arredamento simile a quello in natura.

## Stato di conservazione
Risente dell'inquinamento dell'acqua da parte di industrie e scarichi fognari, non che della pesca per scopo culinario e per il mercato acquariofilo.

## Specie simili
L'aspetto di questo gambero è facilmente confondibile con alcune altre specie, appartenenti alla stessa famiglia:
- Atyopsis gabonensis
- Atyopsis spinipes
- Atya camerunensis
- Atya margaritacea
- Atya lanipes
- Atya innocous
- Atyoide bisulcata
- Micratya poeyi